# Pavlov (cràter)

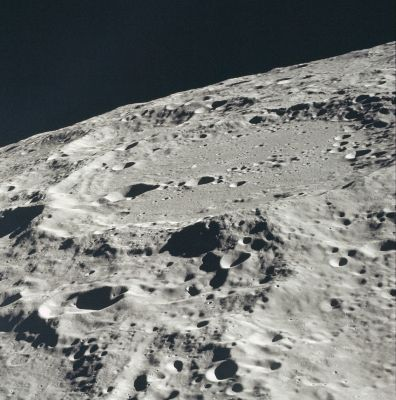
Vista obliqua de Pavlov mirant al sud, des de l'Apol·lo 17

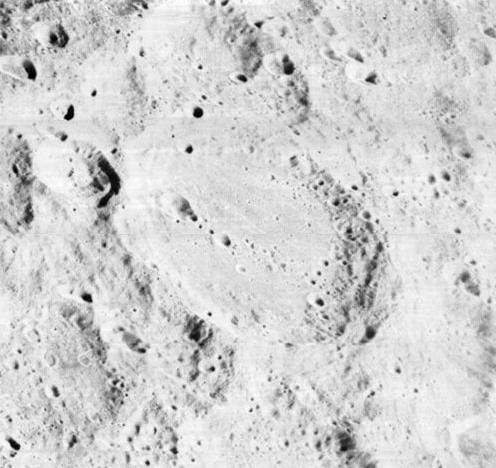
Imatge obliqua de la missió Lunar Orbiter 2, mirant al sud

Pavlov és un gran cràter d'impacte situat a la cara oculta de la Lluna. Justament al seu nord-nord-est apareix el cràter Levi-Civita, i al sud-est és Jules Verne.
La vora exterior de Pavlov mostra signes de desgastament, amb danys en alguns indrets. Presenta protuberàncies exteriors a la vora sud i est, i de més petites al costat oest. Té alguns petits cràters a les parets internes i al sòl interior. Pavlov H se situa a la vora est-sud-est del sòl interior. Una petita cadena de cràters condueix al nord-oest d'aquest cràter satèl·lit, i culmina en un cràter en forma de llàgrima a l'est del punt mitjà de Pavlov. També hi ha petits cràters en forma de copa als sectors sud-est de la vora i nord-oest del terra. On no està marcat per petits cràters, el sòl interior de Pavlov és relativament pla.

## Cràters satèl·lit
Per convenció aquests elements s'identifiquen en els mapes lunars posant la lletra al costat del punt mitjà del cràter que és més proper a Pavlov.
|        | \| Pavlov \| Coordenades \| Diàmetre \| \| ------ \| -------------------------------------- \| -------- \| \| G \| 29° 06′ S, 145° 24′ E / 29.1°S,145.4°E \| 43 km \| \| H \| 28° 36′ S, 143° 30′ E / 28.6°S,143.5°E \| 18 km \| \| M \| 32° 18′ S, 141° 48′ E / 32.3°S,141.8°E \| 74 km \| \| \| 33° 42′ S, 139° 30′ E / 33.7°S,139.5°E \| 44 km \| \| T \| 28° 00′ S, 138° 00′ E / 28.0°S,138.0°E \| 46 km \| \| \| 26° 42′ S, 138° 00′ E / 26.7°S,138.0°E \| 38 km \| |          |
| Pavlov | Coordenades | Diàmetre |
| G      | 29° 06′ S, 145° 24′ E / 29.1°S,145.4°E | 43 km    |
| H      | 28° 36′ S, 143° 30′ E / 28.6°S,143.5°E | 18 km    |
| M      | 32° 18′ S, 141° 48′ E / 32.3°S,141.8°E | 74 km    |
|        | 33° 42′ S, 139° 30′ E / 33.7°S,139.5°E | 44 km    |
| T      | 28° 00′ S, 138° 00′ E / 28.0°S,138.0°E | 46 km    |
|        | 26° 42′ S, 138° 00′ E / 26.7°S,138.0°E | 38 km    |